# För att du finns
För att du finns, är en ballad skriven av Bobby Ljunggren och Sonja Aldén. Sonja Aldén framförde låten i den tredje deltävlingen i Örnsköldsvik den 17 februari i den  svenska Melodifestivalen 2007. Där slutade bidraget på tredje plats vid omröstningen och tog sig därmed vidare till andra chansen. Väl där tog sig bidraget vidare till finalen i Globen, där det slutade på sjätte plats.
Den 26 februari 2007 gavs singeln "För att du finns" ut. Singeln placerade sig på som bäst på tredje plats på den svenska singellistan.
Den testades även på Svensktoppen, och tog sig in på listan den 29 april 2007. Den hamnade på femte plats den första veckan där. Den 20 maj 2007 nåddes förstaplatsen . På förstaplatsen låg den i 26 veckor, vilket är den femte längsta perioden en låt legat etta på svensktoppen ,för att den 18 november 2007 ha petats ner till andraplatsen av "Om du lämnade mig nu" av Lars Winnerbäck och Miss Li . Den 30 december 2007 låg "För att du finns" för 35:e och sista gången på Svensktoppen  innan den åkte ut . Låten, som blev en stor hit, var dock totalt sett populärast på Svensktoppen under 2007 baserat på ett poängsystem där den fick 15 363 poäng.

## Låtlista
1. För att du finns
2. För att du finns (akustisk version)
3. För att du finns (bakgrundsversion)

### Listplaceringar
| Lista (2007) | Topplacering |
| ------------ | ------------ |
| Sverige      | 3            |

### Fotnoter
1. ↑  Svensktoppen - 20 maj 2007
2. ↑  Svensktoppen - 18 november 2007
3. ↑  Svensktoppen - 30 december 2007
4. ↑  Svensktoppen - 6 januari 2008
5. ↑  Listplacering